# 钱坂站
钱坂站位于福建省龙岩市漳平市新桥镇钱坂村，建于1956年。距鹰潭站494公里，距厦门站200公里。现为五等站，承担着货物列车中转、会让，不办理客货运业务。